# Jeff Sutton
Jefferson „Jeff“ Howard Sutton (geboren am 25. Juli 1913 in Los Angeles, Kalifornien; gestorben am 31. Januar 1979 in La Mesa, Kalifornien) war ein amerikanischer Science-Fiction-Autor.

## Leben
Sutton war der Sohn von Thomas Shelley Sutton und von Sarah Elizabeth, geborene King. Sein Vater war langjähriger Redakteur des Los Angeles Examiner, wo auch Sutton mit 14 Jahren als Bürohilfe zu arbeiten begann. Von 1932 bis 1936 diente er im US Marine Corps, danach arbeitete er bis 1940 als Fotoreporter für International News Photos. 1941 heiratete er Eugenia „Jean“ Geneva Hansen, mit der er zwei Kinder hatte. Im Zweiten Weltkrieg diente er erneut in den Streitkräften und wurde mit der 2nd Marine Division im Pazifikraum eingesetzt. Sein Roman The River (1966) verarbeitet seine Erlebnisse auf Guadalcanal.
Nach dem Krieg studierte er Psychologie am San Diego State College, wo er 1954 den Bachelor erwarb und 1956 mit dem Master abschloss. In den folgenden Jahren arbeitete Sutton als Entwicklungsingenieur im Bereich Ergonomie und technischer Redakteur für verschiedene Avionik-Firmen, darunter General Dynamics und Convair, von 1960 bis zu seinem Tod als freiberuflicher Berater und Autor.
Suttons erster Science-Fiction-Roman First on the Moon (1958, deutsch als Mondbesatzung funkt SOS) beschreibt einen Konflikt auf dem Mond zwischen amerikanischen und sowjetischen Astronauten, der zweite, Bombs in Orbit (1959, deutsch als Männer – Bomben – Satelliten) schildert einen analogen Konflikt im Erdorbit, nachdem die Sowjetunion dort nuklear bewaffnete Satelliten und eine Truppe zu deren Schutz installiert hat. Der dritte Roman Spacehive (1960, deutsch als Sprungbrett ins Weltall) kehrt die Situation um, indem eine amerikanische Installation im Orbit nun von sowjetischen Astronauten angegriffen wird. Die drei Bücher werden als einerseits technisch kompetent und handwerklich solide beschrieben, andererseits von klischeehafter Darstellung belastete konventionelle Produkte der Mentalität in der Zeit des Kalten Krieges.
Apollo at Go (1963, deutsch als Apollo auf Mondkurs) und der Nachfolger Beyond Apollo (1966) richteten sich an jugendliche Leser und behandelten in fiktiver Form das Apollo-Programm, die erste Mondlandung – wobei er das tatsächliche Datum 1969 nur um 9 Tage verfehlte – und die Fortsetzung des Programms, zu der es in der Wirklichkeit dann nicht mehr gekommen ist.
Zusammen mit seiner Frau Jean Sutton schrieb Sutton von 1966 bis 1971 sechs SF-Romane für Jugendliche, darunter The Beyond (1968, deutsch als Die Welt der Ausgestoßenen), in der ESP-Begabte auf einen Gefängnisplaneten verbannt werden, und Lord of the Stars (1969), eine Space Opera, in der ein jugendlicher Held gegen ein galaktisches Alien-Imperium kämpft.
1979 ist Sutton im Alter von 65 Jahren in seinem Heim in La Mesa verstorben. Sein Nachlass befindet sich im Archiv der San Diego State University.

## Bibliografie
Romane
- First on the Moon, Ace Books 1958, OCLC 1951385
  - Mondbesatzung funkt SOS, Pabel (Utopia Grossband #157), 1961, Übersetzer Horst Mayer, DNB 455195358
- Bombs in Orbit, Ace Books 1958, OCLC 7010525
  - Männer – Bomben – Satelliten, Pabel (Pabel-Taschenbuch #21), 1960, Übersetzer Gerhard Ledig, DNB 454968752
- Spacehive, Ace Books 1960, OCLC 7450234
  - Sprungbrett ins Weltall, Ullstein 2000 #16 (2865), 1972, Übersetzer Heinz F. Kliem, ISBN 3548028659
- Apollo at Go, G. P. Putnam's Sons 1963, OCLC 2858196 (Jugendbuch)
  - Apollo auf Mondkurs, Moewig (Terra Sonderband #92), 1965, Übersetzer Wulf H. Bergner, DNB 1140031058
- The Atom Conspiracy, Avalon Books 1963, OCLC 220438241 (Neuveröffentlicht 2013 als: The Man Who Had No Brains)
  - Die Atomverschwörung, Moewig (Terra #354), 1964, Übersetzer Walter K. Baumann, DNB 455020000
- The Missile Lords, Putnam 1963, OCLC 1011678
- Beyond Apollo, G. P. Putnam's Sons 1966, OCLC 1229022 (Jugendbuch)
- The River, Tower Books 1966, OCLC 13712918 (spielt im 2. Weltkrieg, mit Jean Sutton)
- H-Bomb Over America, Ace Books 1967, OCLC 7010421
- The Beyond, G. P. Putnam's Sons 1968, OCLC 469874 (mit Jean Sutton)
  - Die Welt der Ausgestoßenen, Moewig (Terra Nova #82), 1969, Übersetzerin Leni Sobez, DNB 458320943
- The Man Who Saw Tomorrow, Ace Books 1968, OCLC 7010403
  - Der Mann, der aus der Zukunft kam, Moewig (Terra Nova #102), 1969, Übersetzerin Leni Sobez, DNB 458321133
- The Programmed Man, G. P. Putnam's Sons 1968, OCLC 438778 (mit Jean Sutton)
  - Der programmierte Mensch, Moewig (Terra Taschenbuch #169), 1968, Übersetzer Gottfried Feidel, DNB 458285536
- Lord of the Stars, G. P. Putnam's Sons 1969, OCLC 26085 (mit Jean Sutton)
- Alien from the Stars, Putnam 1970, OCLC 90595 (mit Jean Sutton)
- Alton’s Unguessable, Ace Books 1970, OCLC 1738076
  - Die tausend Augen des Krado 1, Ullstein 2000 #6 (2812), 1971, Übersetzerin Birgit Reß-Bohusch, ISBN 3-548-02812-8
- Whisper from the Stars, Dell 1970, OCLC 2226875
- The Boy Who Had the Power, Putnam 1971, OCLC 145813 (mit Jean Sutton)
- The Mindblocked Man, DAW Books 1972, OCLC 1157639
  - Der Teleporter, Bastei Lübbe Science Fiction Taschenbuch #21043, 1974, Übersetzer Horst Pukallus, ISBN 3-404-09960-5
- Cassady, St. Martin's Press 1979, ISBN 0-312-12343-4

Kurzgeschichten
- The Third Empire (1955)
- After Ixmal (1962)
- Forerunner (1973)